# Westwood (Kansas)
Westwood es una ciudad ubicada en el condado de Johnson el estado estadounidense de Kansas. En el año 2010 tenía una población de 1506 habitantes y una densidad poblacional de 1.506 personas por km².

## Geografía
Westwood se encuentra ubicada en las coordenadas 39°2′18″N 94°36′56″O / 39.03833, -94.61556 (39.038305, -94.615583).

## Demografía
Según la Oficina del Censo en 2000 los ingresos medios por hogar en la localidad eran de $49,185 y los ingresos medios por familia eran $66,765. Los hombres tenían unos ingresos medios de $49,167 frente a los $35,898 para las mujeres. La renta per cápita para la localidad era de $31,048. Alrededor del 4.2% de la población estaban por debajo del umbral de pobreza.